# Augustinern 87 (Quedlinburg)

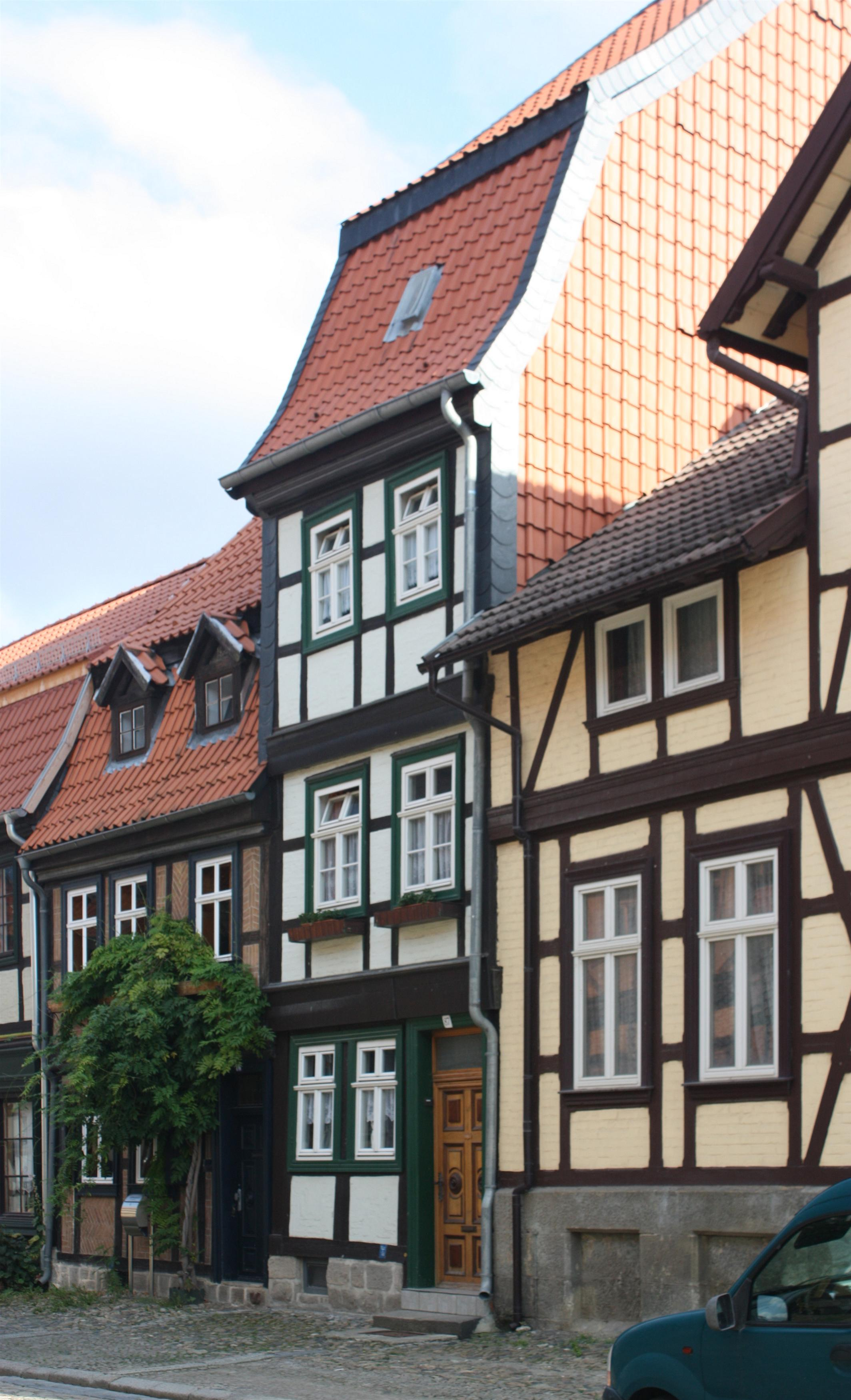
Haus Augustinern 87

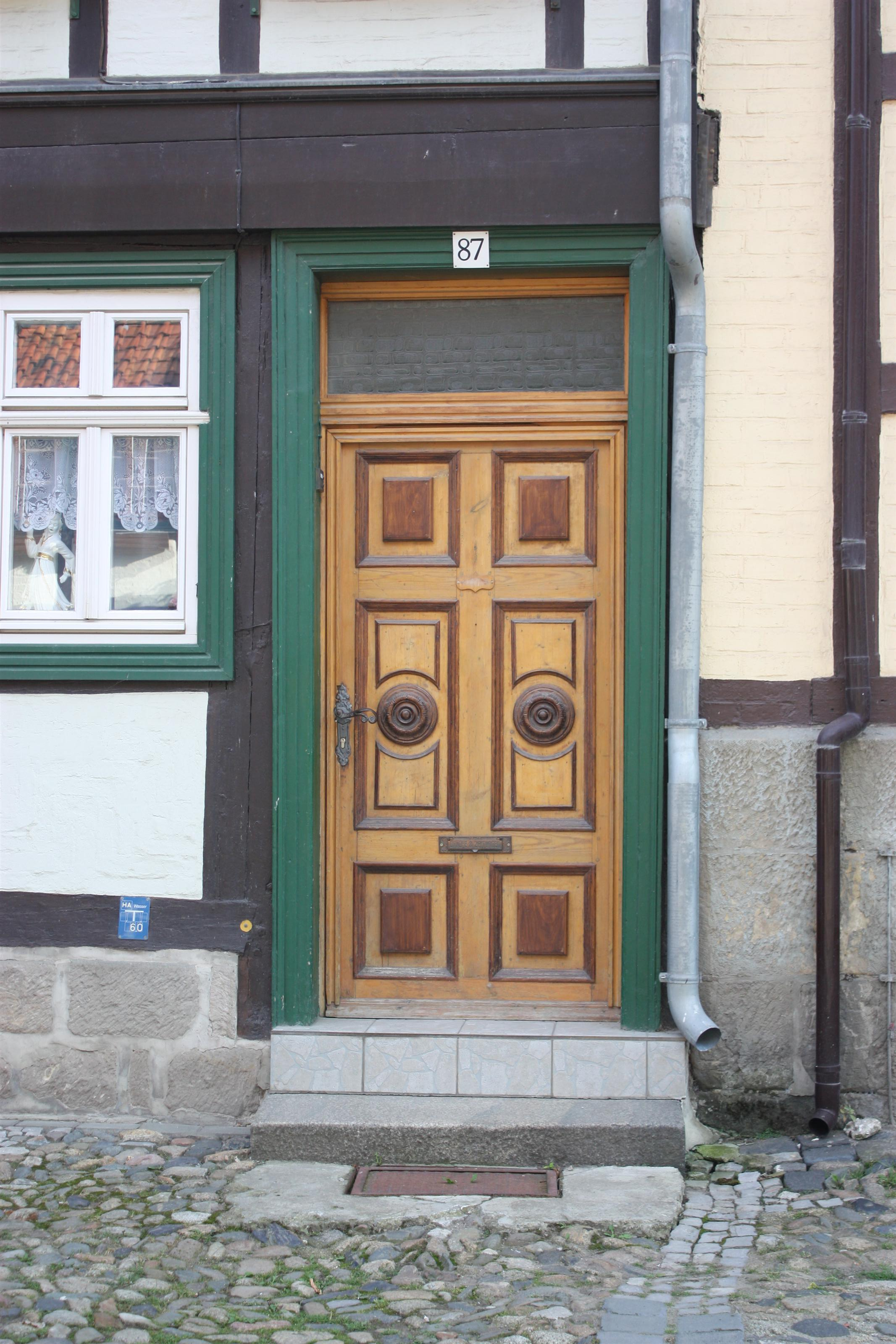
Haustür

Das Haus Augustinern 87 ist ein denkmalgeschütztes Gebäude in der Stadt Quedlinburg in Sachsen-Anhalt.

## Lage
Es befindet sich im nördlichen Teil der historischen Quedlinburger Neustadt und gehört zum UNESCO-Weltkulturerbe. Im Quedlinburger Denkmalverzeichnis ist es als Wohnhaus eingetragen. Östlich grenzt das gleichfalls denkmalgeschützte Haus Augustinern 86, westlich das Haus Augustinern 87a an.

## Architektur und Geschichte
Das sehr schmale dreigeschossige Fachwerkhaus ist schlicht gestaltet und entstand in der zweiten Hälfte des 18. Jahrhunderts. Bedeckt ist das Gebäude mit einem auffälligen Mansarddach.